# Cherier
Cherier – miejscowość i gmina we Francji, w regionie Owernia-Rodan-Alpy, w departamencie Loara.
Według danych na rok 1990 gminę zamieszkiwały 482 osoby, a gęstość zaludnienia wynosiła 17 osób/km² (wśród 2880 gmin regionu Rodan-Alpy Cherier plasuje się na 1160. miejscu pod względem liczby ludności, natomiast pod względem powierzchni na miejscu 256.).